# Hoffmannseggia minor
Hoffmannseggia minor är en ärtväxtart som först beskrevs av Rodolfo Amando Philippi, och fick sitt nu gällande namn av Ulibarri. Hoffmannseggia minor ingår i släktet Hoffmannseggia och familjen ärtväxter. Inga underarter finns listade i Catalogue of Life.